# 鄭曉
鄭曉（1499年—1566年），字窒甫，號淡泉、澹泉，小字阿文，浙江海鹽縣人。明朝政治人物，官至刑部尚書。

## 生平
弘治十二年（1499年），鄭曉出生於海鹽縣城武原鎮北門。自幼讀遍《史記》、《元史》，嘉靖元年（1522年）舉鄉試第一，嘉靖二年（1523年）聯捷二甲進士，授兵部職方主事，著《九邊圖誌》。因父憂而歸海盐，久居鄉間。許贊任吏部尚书时，召入吏部任考功郎。不畏严嵩權勢。迁太仆丞，后任刑部右侍郎。嘉靖三十五年（1556年），吏部尚书李默因與嚴嵩不合被杀，此事对郑晓的打击很大，郑晓烧了部分书稿。嘉靖三十七年（1558年），升刑部尚書，嘉靖三十九年（1560年），又因得罪嚴嵩遭革職。嘉靖四十五年（1566年）卒，壽六十八。赠太子少保，谥端简。

## 著作
著有奏議、文集各十卷，又有《吾學編》、《徵吾录》、《古言》、《今言》等書，作品大多由其外甥项笃寿刊刻。《明史》评价：“谙熟掌故，博洽多闻，兼资文武，所在著效，亦不愧名臣云。”

## 家族
曾祖鄭讓。祖父鄭延，市舶提舉司副提舉。父鄭儒泰，训导。母费氏。具庆下。兄暲、昕、時、暘、弟曦、晵、㬭、昱。三子：鄭履淳（壬戌進士）、鄭履準、鄭履洵，孫鄭心材，女婿項篤壽，外孫項德楨。

## 延伸阅读
[在维基数据编辑]
 在维基文库阅读此作者作品（ 在维基共享资源阅览影像）
 《國朝獻徵錄·卷之四十五》，出自焦竑《國朝獻徵錄》
 《明史卷一百九十九》，出自《明史》